# 法医秦明之幸存者
《法医秦明之幸存者》（英語：Dr. Qin Medical Examiner），2018年中国刑侦剧。本剧改编自作家秦明的小说《幸存者》，并由作者秦明担任总编剧，所有案件来源于真实案例。由经超、余心恬、刘海宽领衔主演，腾讯视频于2018年8月9日首播。

## 剧情介绍
龙番市接连发生命案，死者均为女性，尸体均缺失一部分，警法五人组秦明、林涛等人不断追查真相，在一间偏僻小屋中找到了残缺的尸体部分，各保存于透明玻璃罐中。随着迷雾重重的案情陆续揭开，秦明也终于找到了十年前前女友被杀的真相及丢失的心脏。那么最终的幸存者到底是谁？

## 播出时间
| 频道          | 所在地   | 播映日期     | 播出时间                                                                                     | 备注         |
| ------------- | -------- | ------------ | -------------------------------------------------------------------------------------------- | ------------ |
| 腾讯视频      | 中国大陆 | 2018年8月9日 | 每周四至周六20:00更新1集，会员始终多看3集 8月23日起每周四至周六20:00更新2集，会员始终多看4集 |              |
| dimsum        | 马来西亚 | 2018年8月9日 | 每周四至周六，晚上8点 上线                                                                   |              |
| CHOCO TV      | 臺灣     | 2018年9月    | 每週四至週六20:00更新1集                                                                     |              |
| KKTV          | 臺灣     | 2018年8月9日 | 每週四至週六20:00更新1集                                                                     |              |
| LiTV 線上影視 | 臺灣     | 2018年9月    |                                                                                              |              |
| 新传媒8频道   | 新加坡   | 2020年       | 每周一 22:30 - 23:00                                                                         | 每次播出半集 |

## 演员列表

### 主要演员
| 演員   | 角色   | 介紹 |
| 经超   | 秦明   | 老秦，龍安市公安局法醫，性情高冷，與陳詩羽和林濤為三人組，具有高度的專業和對工作上付出高度的心血，對自己或對詩羽要求嚴格。凌月前男友。                                                     |
| 余心恬 | 陈诗羽 | 小羽毛，龍安市公安局法醫助理，稱秦明為師父，主要是協助秦明進行屍檢工作和實驗進行。喜歡過秦明，最後和林濤在一起。                                                                           |
| 刘海宽 | 林涛   | 龍安市公安局重案組大隊長，性格上稍顯衝動但仍理智，在智慧和破案能力上與秦明亦敵亦友，總是設法在秦明之前找出線索，但事實證明只有屍檢結果和秦明之推斷才是正確的。喜歡小羽毛，最後與她在一起。 |

### 其他演员
| 演員   | 角色   | 介紹 |
| 艾晓琪 | 王伶俐 | 十年前命案的倖存者，曾被刚开始练手杀人的严谨绑架，却因为当时的严谨手法不娴熟，而逃了出来 後來成為一名警察，文筆流暢，為了採訪秦明而搬到他家附近，喜歡秦明。 |
| 邓炀   | 王珂   | 珂老，警局內資深痕檢科 看似很抠门，实际却是把钱捐到孤儿院供几个孩子读书作为费用。 |
| 王欢   | 方圆   | 林濤手下警員之一 非常跟随林涛，甚至自愿出危险任务 |
| 陈鹤   | 蒋勇   | 林濤手下警員之一 |
| 邵汶   | 严谨   | 秦明大學時期的學長，犯罪心理學家。 因为前女友钱婍娟的背叛而导致的心理扭曲，并且想拼湊出一個完美的女人，而开始在女性死者上得到一个身体部分。 因凌月在黑暗中给过关心，却发现始终爱着秦明，杀害凌月留下了代表凌月善良的心脏。 利用擅长的心理学找出自己想要找的凶手，凶手都看过一本书「黑暗中的眼睛」，作者慎行，谨言慎行正是严谨。 |

## 电视原声带
| 曲序 | 曲目             | 演唱   |
| ---- | ---------------- | ------ |
| 1.   | 哎哟（片尾曲）   | 艾晓琪 |
| 2.   | 清醒记（片尾曲） | 宇儿   |